# NGC 2325
NGC 2325 (również PGC 20047) – galaktyka eliptyczna (E4), znajdująca się w gwiazdozbiorze Wielkiego Psa. Odkrył ją John Herschel 1 lutego 1837 roku.
W galaktyce tej zaobserwowano supernową SN 2010ih.